# Articolo 31
Articolo 31 este un duet italian de muzică pop format de J-Ax (pseudonimul cântărețului Alessandro Aleotti) și DJ Jad (pseudonimul cântărețului Vito Luca Perrini).